# Richard Pombo
Richard William Pombo (ur. 8 stycznia 1961 w Tracy) – amerykański polityk, członek Partii Republikańskiej.

## Działalność polityczna
W okresie od 3 stycznia 1993 do 3 stycznia 2007 przez siedem kadencje był przedstawicielem 11. okręgu wyborczego w stanie Kalifornia w Izbie Reprezentantów Stanów Zjednoczonych.